# Sundern, Hochsauerland
Sundern là một thị xã ở huyện Hochsauerland, bang Nordrhein-Westfalen, nước Đức. Đô thị Sundern, Hochsauerland có diện tích 192,86 km².
Sundern có cự ly khoảng 10 km về phía tây nam của Arnsberg. Các đô thị giáp ranh gồm:
| - Arnsberg - Balve - Eslohe - Finnentrop | - Meschede - Neuenrade - Plettenberg |

Sundern bao gồm 13 khu vực dân cư:
| - Allendorf - Amecke - Endorf - Enkhausen - Hachen - Hagen - Hövel - Kloster Brunnen | - Langscheid - Röhrenspring - Stemel - Stockum - Sundern - Wilde Wiese |

## Đô thị kết nghĩa
- Benet (Pháp)
- Schirgiswalde (Đức)
- Torfou (Pháp)

## Người dân nổi bật
- William Danne, diễn viên
- Joseph Machalke, mục sư